# مايكل ويلسون (ناقد سينمائي)
مايكل ويلسون (بالفرنسية: Michael Henry Wilson)‏ (و. 1946 – 2014 م) هو ناقد سينمائي، وكاتب سيناريو فرنسي، ولد في بولوني سور مير، توفي في ويستلاك فيلاج، لوس أنجليس، كاليفورنيا، عن عمر يناهز 68 عاماً، بسبب سرطان الرئة.

## وصلات خارجية
- مايكل ويلسون على موقع IMDb (الإنجليزية)
- مايكل ويلسون على موقع روتن توميتوز (الإنجليزية)
- مايكل ويلسون على موقع ألو سيني (الفرنسية)
- مايكل ويلسون على موقع قاعدة بيانات الفيلم (الإنجليزية)

- مايكل ويلسون في قاعدة بيانات الأفلام على الإنترنت